# میشائیل رنزینگ
میشائیل رنزینگ (آلمانی: Michael Rensing؛ زادهٔ ۱۴ مهٔ ۱۹۸۴) یک بازیکن فوتبال اهل آلمان است.
از باشگاه‌هایی که در آن بازی کرده‌است می‌توان به بایرن مونیخ، کلن، بایر ۰۴ لورکوزن، فورتونا دوسلدورف اشاره کرد.
وی همچنین در تیم ملی فوتبال زیر ۲۱ سال آلمان بازی کرده است.